# Earl av Bedford
Earl av Bedford är en titel som huvudmannen i den brittiska adelssläkten Russell 1539–1694 bar innan den upphöjdes till hertig av Bedford.

## Innehavare av titeln
- John Russell, 1:e earl av Bedford (1486–1555)
- Francis Russell, 2:e earl av Bedford (1527–1585)
- Francis Russell, 4:e earl av Bedford (1593–1641)
- William Russell, 5:e earl av Bedford, från 1694 hertig av Bedford (1613–1700)